# Ascoidea corymbosa
Ascoidea corymbosa är en svampart som beskrevs av W. Gams & Grinb. 1970. Ascoidea corymbosa ingår i släktet Ascoidea och familjen Ascoideaceae.   Inga underarter finns listade i Catalogue of Life.